# Ferdinand Dvorín
Ferdinand Dvorín, původním jménem Ferdinand Hoffman (10. března 1901 Turzovka – 29. března 1970 Bratislava), byl slovenský a československý odborový funkcionář a politik, poválečný poslanec Prozatímního Národního shromáždění, za Komunistickou stranu Slovenska (respektive KSČ).

## Biografie
Absolvoval obchodní akademii v Turčianském Svätém Martinu. Věnoval se ochotnickému divadlu. Působil jako novinář a spisovatel. V letech 1925-1927 redigoval list Kysucká trúba. Po druhé světové válce se stal redaktorem odborářskych novín. Vydal několik odborářských knih. V jeho pozůstalosti je rukopis sbírky aforismů, povídek a román s tematikou první světové války.
V letech 1945-1946 byl poslancem Prozatímního Národního shromáždění za KSS. V parlamentu ale byl oficiálně zástupcem Ústredie odborových zväzov Slovenska. Poslancem byl do parlamentních voleb v roce 1946.